# Полозкова, Вера Николаевна
Ве́ра Никола́евна Полозко́ва (род. 5 марта 1986, Москва) — российская поэтесса, актриса, певица.

## Биография
Вера родилась в Москве 5 марта 1986 года. Стихи пишет с пяти лет. Окончила общеобразовательную школу экстерном в 2001 году в 15 лет и сразу же поступила на факультет журналистики МГУ. Первую книгу опубликовала в 15 лет, будучи первокурсницей. Финалист поэтического СЛЭМа 2006 года. Поделила премию «Поэт года ЖЖ» с Олегом Боричевым. Писала в 2008-09 гг. для газеты «Книжное обозрение», журналов Cosmopolitan (вела рубрику «Непростая история») и «Афиша».
В 2003—2004 годах была сотрудником FBI-Press, писала заметки для журналов «Искра-Spark» и «Шик-Magazine».
До апреля 2008 года работала в московском музее актуального искусства ART4.RU.
Первое публичное выступление состоялось в мае 2007 года в культурном центре «Булгаковский дом» в Москве. Первую «недетскую» книгу стихов Веры Полозковой «Непоэмание» издал в январе 2008 года Александр Житинский, познакомившийся с Полозковой через её блог. Презентация книги состоялась 15 февраля 2008 года в московском музее актуального искусства ART4.RU.
В феврале 2009 года Полозковой была присуждена премия «Неформат» в номинации «Поэзия».
С 2008 года играет в интерактивном спектакле Георга Жено «Общество анонимных художников» (Театр им. Йозефа Бойса совместно с Театром.doc). Сначала партнёром по спектаклю был Михаил Калужский, затем спектакль на двоих стали играть Вера Полозкова и Арман Бекенов (соавтор проекта).
5 ноября 2008 года в издательстве Livebook выходит поэтический сборник Веры «Фотосинтез», выпущенный совместно с фотографом Ольгой Паволгой. Сборник составлен из текстов Полозковой и фотографий Паволги. В последующем «Фотосинтез» был трижды переиздан в связи с коммерческим успехом книги. Общий тираж издания составлял порядка 30 тысяч экземпляров. В 2010 году «Фотосинтез» выходит в формате аудиоальбома, где Полозкова читала свои стихи под музыку написанную Сергеем Геокчаевым.
В июне 2008-го Артемий Троицкий приглашает Полозкову в соведущие первой церемонии независимой музыкальной премии «Степной волк», которая проходила в рамках московского Открытого книжного фестиваля. В ноябре 2008 года Полозкова впервые едет в Индию. Благодаря поездке появляется обширный корпус текстов под общим названием «Индийский цикл». После каждого путешествия в Индию этот цикл пополняется новыми стихами. Исследования изменений своих отношений с Богом и эволюции духовного опыта занимают в творчестве Полозковой с тех пор большое место, а Индия становится своеобразным «местом силы». При этом, как отмечала критика, «кардинального влияния на сами тексты это не оказало»: в стихах, написанных в Индии или об Индии, «взвинченный пафос меняется на просветлённый, но ашрам Вериной поэзии остаётся стоять, где стоял».
В 2009 году Полозкова знакомится с Эдуардом Бояковым (основателем, продюсером и режиссёром театров «Практика», а позже «Политеатра»). С того же года Вера служит в театре «Практика» и играет в поэтическом спектакле «Стихи о любви» по своим текстам (режиссёр — Эдуард Бояков). Премьера спектакля состоялась в октябре 2009 года. В декабре 2009 года состоялась премьера спектакля «Стихи о любви» на сцене пермского Театра нового времени «Сцена-Молот». Весной 2011 года в «Практике» прошла премьера спектакля «Стихи про Москву». Это поэтический спектакль по текстам четырёх современных поэтов: Веры Полозковой, Андрея Родионова, Фёдора Сваровского и Елены Фанайловой. Впоследствии Бояков изменил своё мнение о Полозковой на почве расхождения взглядов, однако его роль в становлении взглядов поэтессы и в росте её популярности по-прежнему оценивается как значительная.
В июне 2009 года выходит первая аудиокнига Полозковой «Фотосинтез». Аудиокнига выпущена как подборка записанных в авторском прочтении текстов из одноимённого сборника с саундтреком. Помимо этого в аудиокниге оставлены различные фразы и небольшие примечания к текстам, сказанные во время записи Верой. Продюсер проекта — Лена Грачёва. Автор музыки — Сергей Геокчаев. К 2013 году эта пластинка была переиздана уже шесть раз.
В конце 2009 года на студии был записан ещё один корпус текстов, который впоследствии составит трек-лист первого музыкального альбома Полозковой «Знак неравенства».
В январе 2010 года в издательстве Livebook выходит переиздание сборника «Непоэмание». Книга дополнена двадцатью двумя новыми стихами и тремя поэмами. Переиздания книги — 2011, 2012 год.

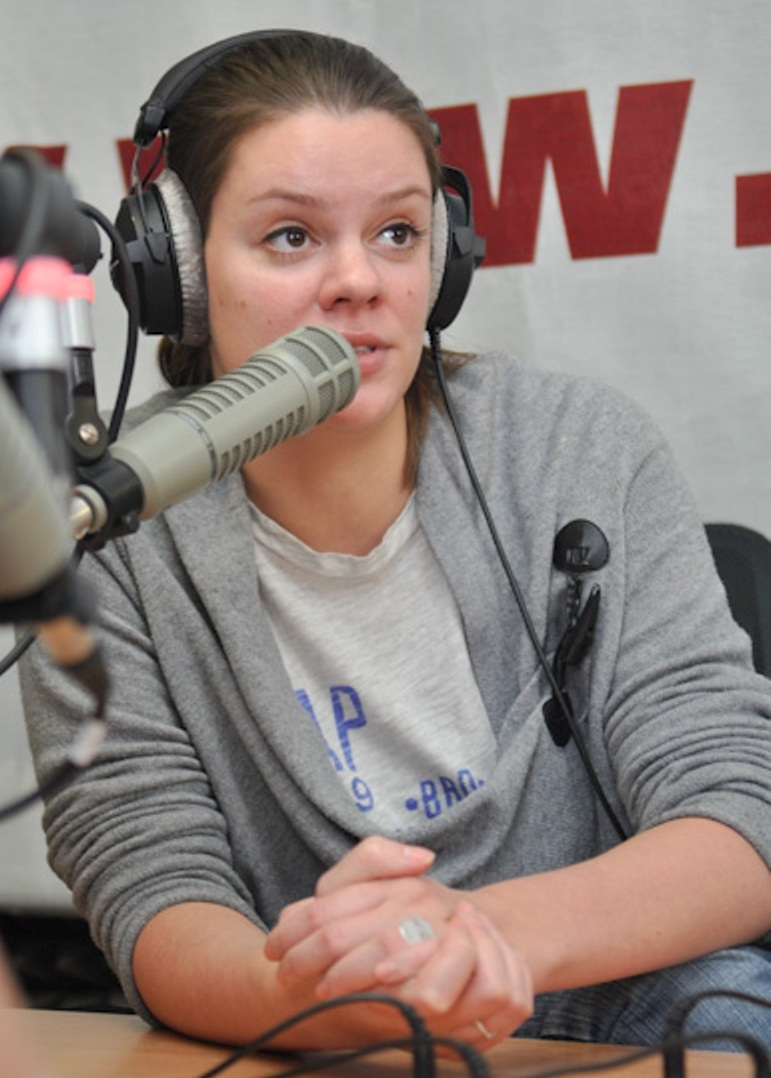
Вера Полозкова в 2013 году

В июне 2010 года Вера вместе с Валерием Марьяновым приглашены в качестве ведущих фестиваля «Усадьба Jazz».
С 2010 года Полозкова — постоянный участник и член Совета фестиваля «Текстура» в Перми. Международный фестиваль театра и кино о современности «Текстура» объединяет на одной площадке российские и зарубежные фильмы и спектакли о сегодняшнем дне.
В июле 2011 года известный продюсер и промоутер Александр Чепарухин приглашает Веру стать его соведущей на большом международном музыкальном фестивале «Движение», проводимом недалеко от деревни Хохловка под Пермью.
8 июня 2011 года вышел дебютный демо-альбом «Знак неравенства» и в течение первой же недели продаж в интернете занял первое место по количеству скачиваний на сайте muz.ru. На физическом носителе эта пластинка не выходила, поскольку с самого начала была заявлена как «проба пера». Продюсер проекта и автор музыкальной концепции — Лена Грачёва. Автор музыки — Сергей Геокчаев. Впоследствии Грачёвой была собрана музыкальная группа, и авторство музыки стало общим.
Участники группы (в разное время):
Сергей Геокчаев — клавишные, Николай Сагинашвили — акустическая гитара, Александр Бганцев — бас-гитара, Анатолий Левитин — ударные, Владимир Лицов — электрогитара.
С осени 2011 по лето 2012 года Вера и её музыканты дали порядка 60 концертов по России и Украине. Группа стала участником юбилейного фестиваля «Нашествие» в 2011-м году, одним из хедлайнеров фестиваля More Amore в 2012-м году, открывала своим выступлением «Фестиваль фестивалей» на Поклонной горе в Москве в честь Дня города (2012 год), была номинирована на независимую музыкальную премию «Степной волк». В октябре 2011 года клуб «16 тонн» вручил Полозковой и её группе премию «Золотая горгулья» за альбом «Знак неравенства». В течение этого времени музыка к альбому менялась и дописывалась. Летом 2012 года двойной альбом «Знак неравенства» был записан на студии Виктора Булатова Music Street Studio.
Презентация альбома состоялась 6 ноября 2012 года в московском академическом театре имени Владимира Маяковского и прошла с переаншлагом. 18 ноября состоялась вторая часть презентации в московском клубе «16 тонн», и 28 декабря петербургская презентация в клубе «Зал ожидания».
Летом 2012 года Вера принимает участие в книжной ярмарке Book Expo в Нью-Йорке. В рамках ярмарки состоялось сольное чтение Полозковой.
Во второй половине 2012 года Вера приняла участие в реалити-шоу «Полиглот» Дмитрия Петрова на телеканале «Культура» по изучению французского языка.
В январе 2013 года состоялась премьера первого клипа Веры Полозковой на композицию с альбома «Знак неравенства» «Вечерняя». Оператор и режиссёр клипа — Сергей Сараханов.

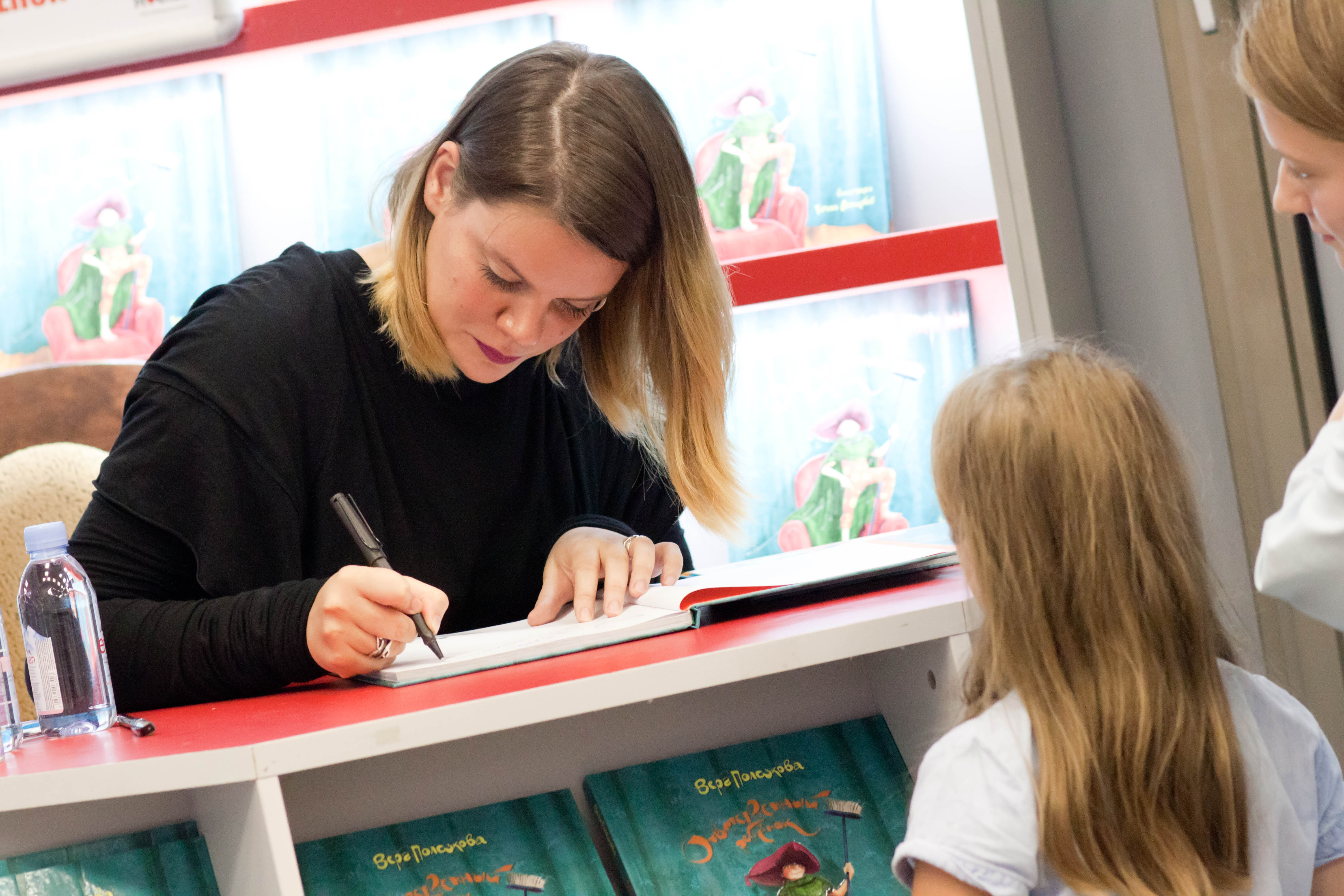
Вера Полозкова на презентации первой книги стихов для детей «Ответственный ребёнок», 2017

В феврале 2013 года состоялась премьера совместного клипа Веры Полозковой и Светланы Сургановой «Гертруда» (автор текста песни — Вера Полозкова, изначальное название текста, положенного Сургановой на музыку «Маленький рок-н-ролл»).
В начале марта 2013 года по приглашению фестиваля SLOVO Вера впервые едет в Лондон, где в рамках фестиваля проходит три выступления Полозковой — два из них сольно. Вера также читает переводы своих текстов на английский (автор переводов — Юрий Мачкасов).
13 марта в книжном магазине Уотерстоунз на Пикадилли прошёл поэтический перформанс от театра «Практика». Участники перформанса — Вера Полозкова, Павел Артемьев, Алиса Гребенщикова и Ирина Михайловская.
16 марта в Большой аудитории Лектория Политехнического музея был открыт «Политеатр». А уже в апреле состоялась премьера нового спектакля по стихам Полозковой «Избранные» (режиссёр — Эдуард Бояков). Тексты Полозковой разделены между четырьмя героями, которых играют Михаил Козырев, Павел Артемьев, Алиса Гребенщикова и сама Вера. «Избранные» — это разговор о поэтическом ремесле и эволюции поэта и человека, один из важных итогов Полозковой как поэта и исполнителя.
18 апреля 2013 года выходит третий поэтический сборник Полозковой «Осточерчение». Тексты в нём разделены на 13 частей. Впервые под одной обложкой полностью собраны такие циклы стихов как «Короткий метр» и «Индийский цикл». Также в книгу вошли новые тексты Веры, написанные с 2011 по 2013 год включительно. Составитель сборника — Александр Гаврилов. На презентации книги в московском кинотеатре «Пионер» вместе с Верой книгу представляли её друзья — Александр Маноцков, Алиса Гребенщикова, Александр Гаврилов и Александр Мамут. В течение первой недели продаж книга занимает первое место среди бестселлеров книжного магазина «Москва».

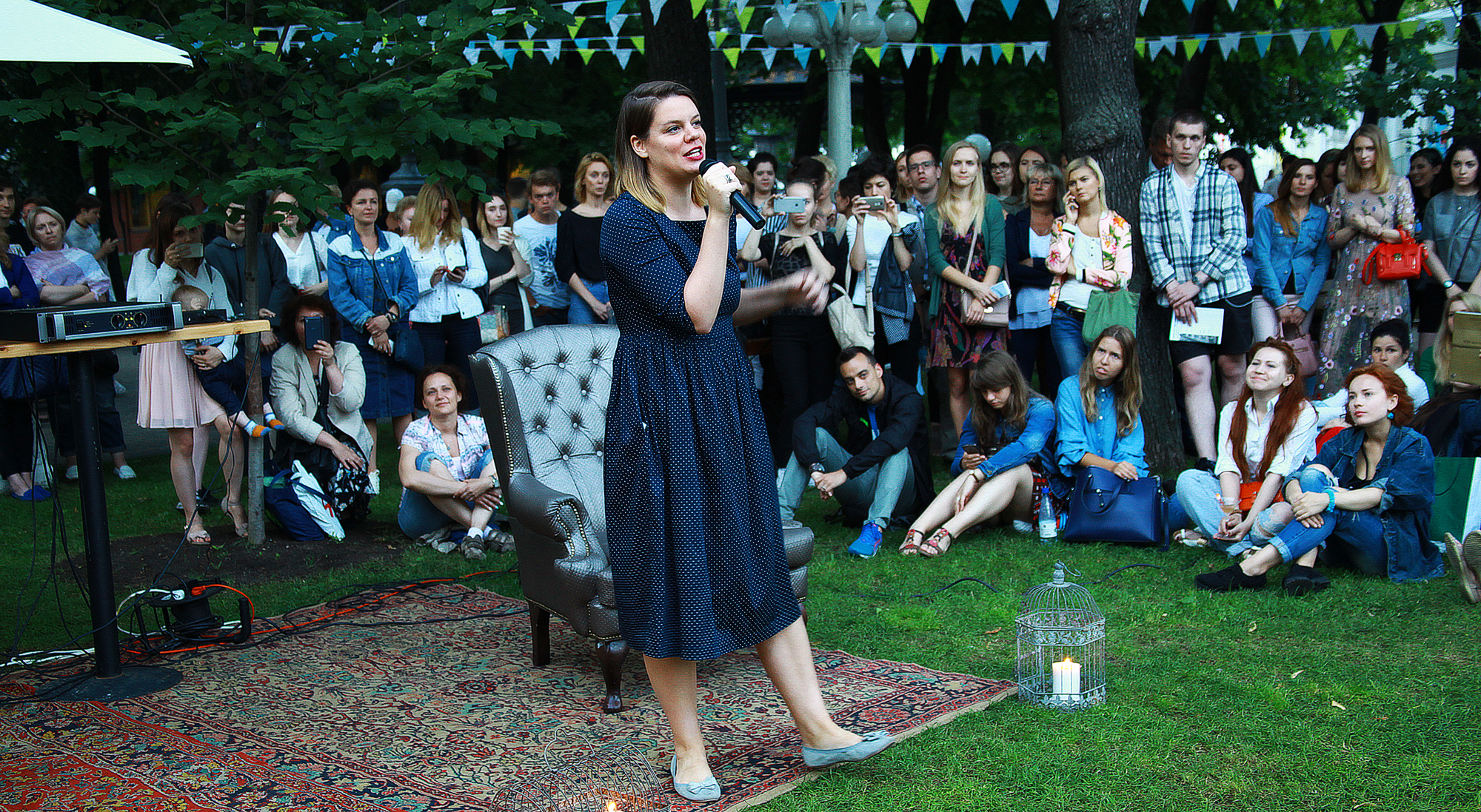
Вера Полозкова на презентации журнала «Искусство кино» в саду «Эрмитаж», 2017

18 мая 2013 года в «Политеатре» состоялась премьера спектакля «Happy 60-s» по стихам Беллы Ахмадулиной и Андрея Вознесенского. Актёры спектакля — Павел Артемьев, Илья Барабанов, Екатерина Волкова, Юлия Волкова, Алиса Гребенщикова, Вера Полозкова, Егор Сальников. Режиссёр — Эдуард Бояков. Это спектакль про 60-е годы XX века и о том, как та эпоха рифмуется с тем, что происходит в России в настоящий момент.
Вера Полозкова является одной из героинь книги журналиста и поэта Юлии Идлис «Рунет. Сотворённые кумиры», вышедшей в 2010 году. Герои книги — восемь самых известных, ярких и успешных русских блогеров.
Вера Полозкова — лауреат премии им. Риммы Казаковой Союза писателей Москвы 2011 года.
В 2012 году Полозкова номинирована на премию журнала «Сноб» «Сделано в России» в номинации «Литература» за синтез литературы с другими искусствами (спектакль «Политеатра» «Избранные» и альбом «Знак неравенства»).
В 2013 году Вера становится номинантом премии «Парабола», учреждённой в 2013 же году фондом им. Андрея Вознесенского во главе с вдовой поэта, писательницей Зоей Богуславской.
3—4 октября 2014 года Вера приняла участие в театрализованных онлайн-чтениях «Каренина. Живое издание».
В марте 2022 года из-за вторжения России на Украину покинула Россию. В феврале 2025 года Росфинмониторинг внёс поэтессу в перечень «террористов и экстремистов».

## Личная жизнь
Прапрадед по отцу — Фёдор Петрович Комиссаржевский (1838—1905) — оперный певец и музыкальный педагог.
Прадед по отцу — Николай Фёдорович Комиссаржевский (1884—1938).
- Сестра прадеда — Вера Фёдоровна Комиссаржевская (1864—1910) — актриса.
- Брат прадеда — Фёдор Фёдорович Комиссаржевский (1882—1954) — режиссёр, теоретик театра, переводчик.

Бабушка по отцу — Вера Николаевна Комиссаржевская.
Отец — Николай Евгеньевич Комиссаржевский (1949—1993).
Мать — Алла Сергеевна Полозкова (1946—2024).
С 2014 по 2019 год была замужем за бас-гитаристом своей группы Александром Бганцевым.
Дети:
- сын Фёдор (род. 29 декабря 2014).
- сын Савва (род. 29 апреля 2018).
- дочь Арина (род. 6 апреля 2020)

25 мая 2020 года в программе Синдеева на телеканале «Дождь» впервые рассказала о своём разводе с Александром. Вера воспитывает и обеспечивает детей одна, но с бывшим мужем они остались в «доверительных и партнёрских отношениях по поводу детей».
В августе 2022 года Вера Полозкова призналась, что уже несколько лет страдает от дисморфофобии — психического расстройства, при котором человек проявляет чрезмерную обеспокоенность дефектами или особенностями своей внешности. По словам поэтессы, она не фотографируется в полный рост, обрезает себя с фотографий со своими детьми, не может смотреть видео со своим участием дольше пяти секунд и уже полгода не публикует свои свежие фото в соцсетях.

## Критическая оценка
По мнению Евгения Ермолина, поэзия Полозковой — это «голос нового российского поколения», поскольку поэтесса «совпала с этой эпохой в её самом лучшем выражении». Критик Евгения Вежлян видит причину успеха Полозковой в том, что она синтезировала «в единой версии-лайт голоса столь разных поэтов, как Дмитрий Воденников или Дмитрий Быков».
По мнению Вадима Степанцова, у Полозковой «всё мутное, невнятное, невразумительное и, в то же время, агрессивное, но человек, она, безусловно, одарённый». Также Степанцов высказывал мнение, что аудиторией Полозковой являются, преимущественно, «брошенки», барышни, которых оставил кавалер, и сравнивает творчество поэтессы с творчеством Ларисы Рубальской.

## Съёмки в клипах
- 2013 — «Вечерняя» (клип Архивная копия от 31 октября 2017 на Wayback Machine на собственные стихи из цикла «Знак Не/равенства», снятый в том числе в Киевском Политехническом Институте)
- 2013 — «Гертруда» («Сурганова и оркестр»)
- 2009 — «Дайте сигарету» (Uma2rman)

## Дискография
- 2009 — Фотосинтез
- 2011 — Знак неравенства
- 2012 — Знак не/равенства (ремейк, двойной)
- 2015 — Города и числа
- 2020 — Высокое разрешение (совместно с Эдуардом Коноваловым)
- 2021 — Антифоны (совместно с Александром Маноцковым)

### Интервью
- Вера Полозкова: о травле на ТВ, предательстве «тусовки», родах дома и стихах (Youtube-канал «А поговорить?» — Ирины Шихман; 13 июля 2018)
- Вера Полозкова: Oxxxymiron и Венеция, Noize MC и «Снова не мы» (Youtube-канал «ещёнепознер» — Николая Солодникова; 31 октября 2019)
- Вера Полозкова – поэзия и война (Youtube-канал «вДудь» — Юрия Дудя; 15 декабря 2022)